# 赵建强
赵建强（1960年5月—），湖南宁乡人，中华人民共和国政治人物。

## 生平
1960年5月，赵建强出生在湖南省宁乡县（今宁乡市）。1983年10月加入中国共产党。赵建强先后出任宁乡农机学校副校长、校长，城关镇党委副书记、镇长，宁乡县财政局党组书记、局长等职。1996年2月，赵建强出任宁乡县人民政府副县长、中共宁乡县委常务委员，之后出任宁乡县人民政府常务副县长，中共宁乡县委副书记。
2002年9月，赵建强出任中共浏阳市委副书记、浏阳市人民政府副市长、代市长，2002年10月正式出任市长。
2006年4月，赵建强调任中共岳麓区委书记。2009年7月起，赵建强兼任中共长沙市委委员。2012年1月，赵建强补选长沙市第十三届人大常委会副主任。2013年1月连任长沙市第十四届人大常委会副主任。2014年11月，赵建强出任湖南长沙市第十五届人大常委会副主任，同时兼任长沙市总工会第十九届委员会委员、常委、主席。